# Wolfgang Mitzinger
Wolfgang Mitzinger (* 18. Februar 1932 in Lichtenstein-Callnberg) ist ein ehemaliger deutscher Politiker (SED). Der Sohn eines Arbeiters war Minister für Kohle und Energie der DDR.

## Leben
Mitzinger, Sohn eines Arbeiters, absolvierte von 1946 bis 1949 eine Ausbildung als Elektriker in Espenhain und arbeitete dort anschließend als Betriebselektriker. Nach dreijährigem Besuch der Bergingenieurschule Zwickau war er Elektroingenieur und Hauptenergetiker in Geiseltal. 
Das SED-Mitglied Mitzinger wurde 1960 Mitarbeiter der Staatlichen Plankommission. Von 1962 bis 1964 war er stellvertretender Leiter der Abteilung Kohleindustrie im Volkswirtschaftsrat und danach bis 1968 Generaldirektor der VVB Kraftwerke Cottbus. 1967/1968 war er auch Bezirkstagsabgeordneter und zeitweilig Mitglied der SED-Bezirksleitung Cottbus. 
Von 1968 bis 1971 wirkte er als Staatssekretär und erster stellvertretender Minister für Grundstoffindustrie. Nach dem Besuch der Parteihochschule „Karl Marx“ war er ab 1972 zunächst Staatssekretär im Ministerium für Kohle und Energie. Nach dem Zusammenbrechen der kontinuierlichen Kohle- und Stromversorgung während des schneereichen Winters 1978/1979 wurde Energieminister Klaus Siebold im Frühjahr 1979 seines Amtes enthoben. Mitzinger als sein Nachfolger war dann von Juni 1979 bis November 1989 Minister für Kohle und Energie der DDR. Anschließend war er bis April 1990 Stellvertreter des Ministers für Schwerindustrie in der Regierung Modrow.

## Auszeichnungen
Mitzinger wurde 1970 mit dem Vaterländischen Verdienstorden in Bronze und 1982 mit dem Banner der Arbeit ausgezeichnet.